# النادي الأهلي المصري لكرة الماء
```
النادي الأهلي المصري لكرة الماء
 هو فريق 
كرة الماء
 التابع 
للنادي الأهلي المصري
.
```

## الألقاب

### الألقاب المحلية
- الدوري المصري (11 مرة)

- كأس مصر (6 مرات)

2002–03، 2010–11، 2011–12، 2015–16، 2018–19، 2019-20

### الألقاب الدولية
- بطولة الأندية العربية لكرة الماء

البطل (7 مرات) :
1995، 1996، 1998، 2000، 2004، 2005، 2007.
الوصيف (مرة واحدة) : 2002 